# François Ébaudy de Fresne
François Ébaudy de Fresne, écuyer, seigneur de Fresne, est un économiste français, né le lundi 4 juin 1743 à Langres et mort à Vesoul le 25 juin 1815.

## Biographie
François Ébaudy de Fresne, fils de Charles Antoine Ébaudy de Fresne, secrétaire du roi Louis XV et anobli par cette charge en 1750, et de Julienne Clément de La Roncière, dame de Saint Marcellin. Il fit ses études à Paris, puis s'intéressa à l'agronomie et à l'industrie. Sa fille épousa le colonel Ratiez, il est aussi le grand-père du compositeur Eugène Ébaudy de Fresne alias Jean Michaëli.
Il voyagea en Angleterre, en Hollande, dans les Pays-Bas, et dès l'âge de trente ans il commençait un vaste travail dans lequel devait entrer, outre les résultats des observations de ses voyages, l'exposé d'un système financier qu'il croyait propre à relever le crédit public en France. Ce travail non terminé lors de la convocation des États-généraux, l'auteur se contenta d'en détacher des extraits qu'il soumit aux États-généraux en 1789 et à l'Assemblée nationale le 20 septembre 1790, mais inutilement.
François Ébaudy de Fresne demandait la création de banques territoriales, la suppression de la loterie et l'établissement des caisses d'épargne. Les impôts devaient être augmentés, mais répartis d'une manière plus égale.
Échappé aux proscriptions de la Terreur, il vint se fixer à Vesoul, où il devint l'admirateur et le disciple de Saint Martin. Il consacra les dernières années de sa vie à la poésie et à la culture des fleurs.
Son fils, Jules-Alexandre Ebaudy de Fresne, né à Vesoul en 1779, fut maire de Vesoul de 1833 à 1837. Il mourut à Paris le 5 septembre 1854.
Il est inhumé avec son épouse dans l'ancien cimetière de Vesoul.

## Publications
- Traité d’agriculture, considérée tant en elle-même que dans ses rapports d’économie politique, avec les preuves tirées de la comparaison de l’agriculture, du commerce et de la navigation de la France et de l’Angleterre, Paris, De Bray, 1788, 3 vol. in-8o[3] ; on retrouve cet ouvrage sous le titre Tableau de comparaison de l’agriculture, du commerce et de la navigation de France et d’Angleterre…, Vesoul, Impr. de J.-B. Poirson, 1789, grand in-folio[4]
- Plan de restauration et de libération, fondé sur les principes de la législation et de l'économie politique, proposé aux États-Généraux, 1789, in-8o.
- Nouveau plan de culture, de finances et d'économie, 1791, in-8o.

## Sources
- François-Xavier de Feller, Biographie universelle ou dictionnaire historique des hommes qui se sont fait un nom par leur génie, leurs talents, leurs vertus, leurs erreurs ou leurs crimes, Tome VIII, 1850
- Courcelles, Dictionnaire de la Noblesse de France
- M. Weis, Biographies universelles, t. LXIV, p. 500